# Sidney Bradshaw Fay
Sidney Bradshaw Fay (13 avril 1876 à Washington, DC – 29 août 1967 à Lexington, Massachusetts) est un historien américain dont l'examen des causes de la Première Guerre mondiale, The Origins of the World War (1928 ; édition révisée 1930), reste une étude classique. 

## Biographie
Fay quitte l'Université Harvard (Ph.D. 1900) pour étudier à la Sorbonne et à l'Université de Berlin. Il enseigne au Dartmouth College (1902-1914) et au Smith College (1914-1929) et, après la publication de son livre majeur, à Harvard et à l'Université Yale.
Dans son livre sur les origines de la guerre, qui lui vaut le prix George Louis Beer de la Société américaine d'histoire en 1928, Fay soutient que toutes les puissances européennes partagent la responsabilité, mais il blâme surtout le système d'alliances secrètes qui divisait l'Europe après la guerre franco-prussienne en deux camps de solidarité mutuellement méfiants : la Triplice contre la Triple-Entente (l'étudiant de Fay, Allan B. Calhamer, développe et publie plus tard le jeu Diplomacy, basé sur cette thèse). Il considère l'Autriche-Hongrie, la Serbie et la Russie comme les principales responsables de la cause immédiate du déclenchement de la guerre. D’autres forces que le militarisme et le nationalisme étaient à l’œuvre, dans la mesure où l’économie de l'Impérialisme et la presse écrite jouaient un rôle.
Fay est élu à l'Académie américaine des arts et des sciences en 1931 et à l'American Philosophical Society en 1947,.

## Travaux
- Germany: Revised and Edited from the Work of Bayard Taylor,, HW Snow, v. 1910 [PF Collier & Son Corporation, ch. 1939, "Édition commémorative"].
- The Hohenzollern Household and Administration in the Sixteenth Century avec John Spencer Bassett, département d'histoire du Smith College, 1916.
- The Origins of the World War, 2 vol. , The Macmillan Company, 1928 [2e éd., 1930]. en ligne
- The Rise of Brandenburg-Prussia to 1786,, H. Holt and Company, ch. 1937 [Réimpression, Malabar, Floride : RE Krieger Pub. Co., 1981].
- A Guide to Historical Literature, édité par George Matthew Dutcher, Henry Robinson Shipman, Sidney Bradshaw Fay, Augustus Hunt Shearer, William Henry Allison, The Macmillan Company, 1937.

## Sources
- Bender, Wilbur J. «Sidney Bradshaw Fay», Actes de la Massachusetts Historical Society, troisième série, vol. 79, 1967. dans JSTOR
- Schmitt, Bernadotte E. «Sidney Bradshaw Fay, 1876-1967», Histoire de l'Europe centrale, Vol. 1, n° 2, juin 1968.